# Bert Gevaert
Bert Gevaert (Brugge, 7 juni 1978) is een Belgische leerkracht klassieke talen in het Sint-Lodewijkscollege te Brugge en stads-en museumgids in diezelfde stad. Hij is doctor in de taal- en letterkunde Grieks en Latijn. Naast zijn carrière in het onderwijs is hij actief als auteur, onderzoeker, spreker, reisbegeleider en docent voor Davidsfonds Cultuurreizen en Davidsfonds Academie. Verder is hij instructeur bij de Brugse schermgilde 'de Hallebardiers'. In zijn onderzoek en lezingen legt hij de nadruk op disability studies, krijgskunst, Romeinse, middeleeuwse en napoleontische (mentaliteits)geschiedenis.

## Levensloop en studies
Na het afronden van de richting Grieks-Latijn in het Sint-Lodewijkscollege te Brugge, begon Gevaert in 1996 met de studies klassieke talen aan de KU Leuven. In 2000 studeerde hij af met de masterthesis: Tussen medelijden en spot: de houding van de antieke mens tegenover personen met een mentale handicap. De keuze voor dit onderwerp was ingegeven door een jarenlange inzet als monitor voor personen met een mentale handicap bij Bloemenstad. In 2001 behaalde Gevaert de graad van kandidaat (thans bachelor) in de godsdienstwetenschappen-godgeleerdheid en in datzelfde jaar beëindigde hij ook zijn academische lerarenopleiding.
Na een jaar interimjobs in het onderwijs begon hij in 2002 als leerkracht klassieke talen en godsdienst in het Sint-Lodewijkscollege te Brugge. Vanaf 2007 werd Gevaert stadsgids in zijn geboortestad Brugge, waarbij hij een eindwerk schreef (en wandeling uitwerkte) over de moord op graaf Karel de Goede in 1127.
In 2013 behaalde Gevaert de titel doctor in de taal en letterkunde: Latijn en Grieks onder begeleiding van zijn promotor prof. dr. Christian Laes. De titel van zijn proefschrift luidde Parcere personis, dicere de vitiis? Deformitas in de epigrammen van Marcus Valerius Martialis. In dit doctoraat worden hedendaagse theorieën uit de disability studies toegepast op de epigrammen van de Romeinse auteur Martialis (40-104 n. Chr.), die ogenschijnlijk de spot drijft met personen met een fysieke of mentale beperking. Na het verdedigen van zijn doctoraat was Gevaert een vijftal jaar actief als wetenschappelijk medewerker aan de KU Leuven bij de onderzoeksgroep Latijnse literatuur. 
In 2016 verscheen Gevaerts eerste boek Te wapen! Europa’s vergeten krijgskunsten (14de-17de eeuw) dat door Davidsfonds werd uitgegeven in samenwerking met Amsterdam University Press. Vanaf dan volgden regelmatig publicaties en bijhorende lezingen. Enkele van deze lezingen zijn als reeks of cursus uitgewerkt voor onder andere de Davidsfonds Academie.

## Publicaties

### Boeken
- Gevaert, B., Heinrich von Gunterrodt Treatise (e-book pdf) (Wheaton: Freelance Academy Press, 2014) (digitaal ter beschikking via deze link)
- Gevaert, B., Te Wapen! Europa’s vergeten krijgskunsten (14de-17de eeuw) (Leuven: Davidsfonds/AUP, 2016).
- Gevaert, B., Het grote verhaal van kleine mensen: een geschiedenis (Leuven: Davidsfonds/WPG, 2017).
- Gevaert, B. en J. Mattelaer, Roma Intima: liefde, lijf en lust (Gorredijk: Sterck & De Vreese, 2020).
- Gevaert, B. en J. Mattelaer, Roma Intima: Love, lust and human body (Gorredijk: Sterck & De Vreese, 2020).

- Gevaert, B., Heinrich von Gunterrodt: De veris principiis Artis Dimicatoriae: An underestimated martial arts treatise from the 16th century (Wheaton: Freelance Academy Press, 2020).
- Hinderyckx, B., B. Gevaert en H. Dendooven, Hallebardiers, 500 jaar schermen onder de vleugels van Sint-Michiel (Gorredijk: De boekenmaker, 2021).
- Anseeuw, J., H. Anseeuw en B. Gevaert (red.), Brugge voor Napoleon: een stad onder Frans bewind (1794-1814) (Gorredijk: Sterck & De Vreese, 2021).
- Anseeuw, J., B. Demuynck, J. Deneweth, W. Deneweth en B. Gevaert (red.), Brugge voor Napoleon: een stad onder Frans bewind (1794-1814): Indices (Gorredijk: Sterck & De Vreese, 2023). (digitaal ter beschikking via deze link)
- Gevaert, B. en J. Mattelaer, M/V/X, Genderdiversiteit is van alle tijden (Gorredijk: Sterck & De Vreese, 2025).

### Artikelen
- Gevaert, B., ‘De Morionibus, stultis et fatuis... Mentaal gehandicapte slaven in het Romeinse Rijk’, Kleio Tijdschrift voor oude talen en antieke culturen 3 (2002) p. 98-111.
- Gevaert, B., ‘Handicaps, monsters en rariteiten bij Plinius de Oudere’, Geschiedenis der Geneeskunde 15 (2011) p. 78-89.
- Gevaert, B., ‘Mentally and physically challenged persons in Martial’s epigrams: Hominem (debilem) pagina nostra sapit?’ in R. Breitwieser (red.), Behinderung in der antiken Welt - Disablement in the Ancient World. Journal of Early Medicine 4 (2012) p. 85-89.
- Gevaert, B. en Chr. Laes, ‘What’s in a monster?  Pliny the elder, teratology and bodily disability,’ in Chr. Laes, C.F. Goodey en L. Rose, Disparate Bodies "A Capite ad Calcem" in Roman Antiquity (Leiden: Brill, 2013) p. 211-230.
- Gevaert, B., ‘The Pondus Iudaeus: Reality or myth?’ in D. Schultheiss (red.), De historia urologiae Europaeae 21 (2014) p. 69-83.
- Gevaert, B., ‘De sabel in de Eerste Wereldoorlog: vergane glorie of dodelijk efficient?’ Montanus Tijdingen: Geneeskunde en Wereldoorlog I (2014) p. 87-100.
- Gevaert, B, ‘The use of the saber in the army of Napoleon’, Acta Periodica Duellatorum 4.1 (Scholarly volume) (2016) p. 103-151.
- Gevaert, B. en R. Van Noort, ‘Evolution of martial tradition in the Low Countries: fencing guilds and treatises’ in  T. Dawson, D. Jaquet and K. Verelst, Late Medieval and Early Modern fight books. A handbook (Leiden: Brill, 2016) p. 376-409.
- Gevaert, B., ‘Chapter 17:  Roman perfect bodies.  The Stoic view’ in Chr. Laes, Disability in Antiquity (Londen en New York: Routledge, 2016) p. 213-219.
- Gevaert, B., ‘Pour l’honneur? Duelling in the army of Napoleon’, Acta Periodica Duellatorum 6.2 (Thematic issue: sabre and duelling) (2018), p. 39-76.
- Gevaert, B., People of short stature as representatives of the gods? Public Disability History 3 (2018) 12.
- Gevaert, B., Jacques Chevillet (1786-1837), a rare emotional voice of a Napoleonic amputee, Public Disability History 4 (2019) 6.
- Gevaert, B., ‘Why every HEMA practitioner should fence ‘naked’, or at least try it’ in H. Schmidt (red.), Meditations on HEMA: Mind Changer, ideas that move HEMA (Bregenz: BL Books e.U., 2020), p. 90-99.
- Hinderyckx, B. en B. Gevaert, 'Schermen met het schoolzwaard', Musea Brugge Magazine 40 (juni 2020) p. 22-24.
- Gevaert, B., 'De Brugse veteranen van Napoleon en de napoleonistenbonden: Trouw aan de keizer tot aan de dood', in J. Anseeuw, H. Anseeuw en B. Gevaert (red.), Brugge voor Napoleon: een stad onder Frans bewind (1794-1814) (Gorredijk: Sterck & De Vreese, 2021), p. 522-536.
- Gevaert, B., 'De guillotine en andere strafwerktuigen', J. Anseeuw, H. Anseeuw en B. Gevaert (red.), Brugge voor Napoleon: een stad onder Frans bewind (1794-1814) (Gorredijk: Sterck & De Vreese, 2021), p. 64.
- Gevaert, B., 'Salembier en Bakelandt, twee criminelen op het Brugse schavot' in J. Anseeuw, H. Anseeuw en B. Gevaert (red.), Brugge voor Napoleon: een stad onder Frans bewind (1794-1814) (Gorredijk: Sterck & De Vreese, 2021), p. 140-141.
- Gevaert, B., ‘Hoofdstuk 6: Varietas delectat. Een meanderende zoektocht doorheen de Latijnse letterkunde’ in T. Velle en Y. Maes (red.), Latijn anders? Waarom er nood is aan ander Latijn in de klas (themanummer Didactica Classica Gandensia) 54 (2021), p. 107-123.
- Gevaert, B., 'Een Japanse blik op de klassieke wereld. Vier manga-must-haves voor wie van de oudheid houdt', Kleio Tijdschrift voor oude talen en antieke culturen  2 (2023) p. 52-65.
- Gevaert, B., 'For whom is HEMA relevant? Historians and screenwriters', in H. Schmidt (red.), Meditations on HEMA: Value Seeker: Ideas that move HEMA (Bregenz: BL Books e.U., 2023), p. 25-32.
- Gevaert, B., 'Met Martialis naar de tandarts...of liever niet?', Kleio Tijdschrift voor oude talen en antieke culturen 2 (2024) p. 50-64.

### Populair wetenschappelijk
- De Wispelaere, B. Gevaert en D. Steenhuyse, De Rode Ridder Story (De Stripspeciaalzaak, 2011)
- Gevaert, B., Mongolië: een beknopte reisgids (reisgids voor Davidsfonds Cultuurreizen) (Leuven: Davidsfonds, 2018).

Hiernaast schrijft Gevaert ook de historische dossiers voor de integrale edities van  Bakelandt (Saga uitgaven, 2020-), Vae Victis! (Saga Uitgaven, 2025), De zeven levens van de sperwer (Saga Uitgaven, 2025) en De rovers van keizerrijken (Saga Uitgaven, 2025).
Gevaert schrijft sinds 2024 ook bijdrages over strips en de oudheid voor de website Hic et Nunc.

### Fictie
- Gevaert, B. (tekst) en K. Broeders (ill.), Bloedstollend Brugge:  Akelige, Bloederige, Criminele, Degoutante, Eigenzinnige, Fabelachtige, Gruwelijke…verhalen die zich ooit afspeelden in Brugge (Zedelgem: Saga Uitgaven, 2017).
- Gevaert, B. (tekst), K. Broeders (ill.) en F. Van Vosselen (ill.), Schimmen over Brugge (Brugge: De Striep, 2020).